# Phenacolepas galathea
Phenacolepas galathea is een slakkensoort uit de familie van de Phenacolepadidae. De wetenschappelijke naam van de soort werd in 1819 voor het eerst geldig gepubliceerd door Jean-Baptiste de Lamarck.